# Amos Burn
Amos Burn (1848—1925) fou un jugador d'escacs anglès, un dels millors del món a les darreries del segle xix.

## Biografia i resultats destacats en competició
Burn va néixer el 31 de desembre de 1848, a Hull. Essent un adolescent, va anar a Liverpool on hi va fer d'aprenent en una societat d'armadors. No va aprendre a jugar als escacs fins als setze anys. Més tard, va rebre lliçons del futur campió del món Wilhelm Steinitz a Londres, i, com ell, es va fer conegut per la seva solidesa defensiva. Aron Nimzowitsch considerava en Burn com un dels millors jugadors defensius.
Tot i que mai va ser un jugador professional d'escacs, Burn va desenvolupar una llarga carrera en torneigs. El seu primer torneig, el 1867-1868, va ser un torneig (amb hàndicap) al club d'escacs de Liverpool. Preclassificat a la segona categoria, rebia avantatge de peó i jugada dels quatre millors jugadors, i donava avantatge de cavall als altres jugadors. Burn va guanyar fàcilment, i va anotar 24 punts de 25 possibles.
El seu primer gran torneig va ser la tercera copa de la Federació Britànica d'Escacs, jugat a Londres el 1870, on hi va sorprendre els millors, en acabar empatat en primer lloc ex æquo amb John Wisker, per davant de Joseph Henry Blackburne, tot i que va perdre el matx de desempat contra Wisker. El seu últim torneig va ser el 1912 a Breslau, on va acabar 12è de 18 jugadors, anotant 7½ punts de 17 possibles.
Els seus millors resultats en torneig foren la victòria a Nottingham 1886 (per davant d'Emil Schallopp), un primer lloc ex æquo al Congrés de la BCF a Londres 1887 amb Isidor Gunsberg (davant de Joseph Henry Blackburne i Johannes Zukertort), un primer lloc a Amsterdam 1889 (davant un jove Emanuel Lasker), un segon lloc a Breslau 1889 (rere Siegbert Tarrasch) i un primer lloc al Campionat d'Alemanya (Congrés de la DSB) a Colònia 1898 (davant Rudolf Charousek, Mikhaïl Txigorin, Carl Schlechter, David Janowski i Steinitz). Va participar en el Torneig d'escacs de Hastings 1895, el torneig d'escacs més fort del segle xix, i hi acabà 12è ex æquo amb 9½ punts de 21. Va participar també al Torneig de Viena de 1898, on hi competia tota l'elit del moment, i on hi fou 7è (el campió va ser Siegbert Tarrasch).
El 1911 va participar al fortíssim Torneig de Sant Sebastià, on hi acabà tretzè (el campió fou Capablanca).
També el 1911 participà en el fortíssim torneig de Carlsbad, on hi acabà en 17a posició (el campió fou Richard Teichmann)
El 1913, va succeir en Leopold Hoffer (quan aquest va morir), com a editor de la principal columna d'escacs de la Gran Bretanya, a la revista The Field. Es va traslladar a Londres on va ocupar el càrrec fins que va morir el 1925.

## Partides notables
En un dels seus darrers torneigs, Burn va guanyar un jove Aleksandr Alekhin a Karlsbad, el 1911:
Burn–Alekhine, Karlsbad 1911 
 1.e4 e6 2.d4 d5 3.Cc3 Cf6 4.Ag5 Ae7 5.e5 Ce4 6.Axe7 Dxe7 7.Ad3 Cxc3 8.bxc3 c5 9.Cf3 Cc6 10.O-O c4 11.Ae2 Ad7 12.Dd2 b5 13.Ce1 a5 14.a3 O-O 15.f4 b4 16.axb4 axb4 17.Txa8 Txa8 18.cxb4 Dxb4 19.c3 Db3 20.Ad1 Ta2 21.Dc1 Db6 22.Tf2 Da7 23.Txa2 Dxa2 24.Cc2 h6 25.Da1 Dxa1 26.Cxa1 Ca7 27.Rf2 Ac6 28.Re3 Cb5 29.Rd2 Rf8 30.Cc2 Re7 31.Ce3 f5 32.Af3 Rd7 33.g4 fxg4 34.Axg4 g6 35.Ad1 Re7 36.Cg4 h5 37.Ce3 Rf7 38.Cg2 Rg7 39.Ch4 Ae8 40.Cf3 Rf7 41.Rc2 Ad7 42.Rb2 Ca7 43.Ra3 Cc6 44.Aa4 Ae7 45.Ch4 Rf7 46.Axc6 Axc6 47.Rb4 Re8 48.Cf3 Re7 49.Cg5 Rc6 50.Ra3 Ad7 51.Rb2 Aa4 52.Rc1 Ab3 53.Cf3 Aa4 54.Ch4 Rf7 55.Cg2 Ad7 56.h4 Ae8 57.Rb2 Aa4 58.Ce3 Re7 59.Ra3 Ac6 60.Rb4 Rd7 61.Ra5 Rc7 62.Cc2 Rb7 63.Cb4 Ad7 64.Ca6 Ae8 65.Cc5+ Rc6 66.Cxe6 Ad7 67.Cg5 Af5 68.Rb4 Ag4 69.Ra3 Rd7 70.Cf7 Ae6 71.Cd6 Rc6 72.Rb2 Ag4 73.Rc2 Rd7 74.Rd2 Re6 75.Re3 Ah3 76.f5+ gxf5 77.Rf4 Ag4 78.Rg5 Ah3 79.Ce8 Rf7 80.Cf6 f4 81.Rxf4 Ae6 82.Rg5 1-0 
|   | a | b | c | d | e | f | g | h |   |
| 8 | c8 negres dama · a7 negres peó · b7 negres peó · c7 negres torre · g7 negres rei · d6 negres peó · a5 blanques peó · c5 negres peó · d5 blanques peó · e5 negres peó · g5 negres alfil · h5 blanques alfil · c4 blanques peó · h4 negres cavall · b3 blanques peó · h3 blanques peó · d2 blanques dama · f2 blanques peó · h2 blanques rei · g1 blanques torre | c8 negres dama · a7 negres peó · b7 negres peó · c7 negres torre · g7 negres rei · d6 negres peó · a5 blanques peó · c5 negres peó · d5 blanques peó · e5 negres peó · g5 negres alfil · h5 blanques alfil · c4 blanques peó · h4 negres cavall · b3 blanques peó · h3 blanques peó · d2 blanques dama · f2 blanques peó · h2 blanques rei · g1 blanques torre | c8 negres dama · a7 negres peó · b7 negres peó · c7 negres torre · g7 negres rei · d6 negres peó · a5 blanques peó · c5 negres peó · d5 blanques peó · e5 negres peó · g5 negres alfil · h5 blanques alfil · c4 blanques peó · h4 negres cavall · b3 blanques peó · h3 blanques peó · d2 blanques dama · f2 blanques peó · h2 blanques rei · g1 blanques torre | c8 negres dama · a7 negres peó · b7 negres peó · c7 negres torre · g7 negres rei · d6 negres peó · a5 blanques peó · c5 negres peó · d5 blanques peó · e5 negres peó · g5 negres alfil · h5 blanques alfil · c4 blanques peó · h4 negres cavall · b3 blanques peó · h3 blanques peó · d2 blanques dama · f2 blanques peó · h2 blanques rei · g1 blanques torre | c8 negres dama · a7 negres peó · b7 negres peó · c7 negres torre · g7 negres rei · d6 negres peó · a5 blanques peó · c5 negres peó · d5 blanques peó · e5 negres peó · g5 negres alfil · h5 blanques alfil · c4 blanques peó · h4 negres cavall · b3 blanques peó · h3 blanques peó · d2 blanques dama · f2 blanques peó · h2 blanques rei · g1 blanques torre | c8 negres dama · a7 negres peó · b7 negres peó · c7 negres torre · g7 negres rei · d6 negres peó · a5 blanques peó · c5 negres peó · d5 blanques peó · e5 negres peó · g5 negres alfil · h5 blanques alfil · c4 blanques peó · h4 negres cavall · b3 blanques peó · h3 blanques peó · d2 blanques dama · f2 blanques peó · h2 blanques rei · g1 blanques torre | c8 negres dama · a7 negres peó · b7 negres peó · c7 negres torre · g7 negres rei · d6 negres peó · a5 blanques peó · c5 negres peó · d5 blanques peó · e5 negres peó · g5 negres alfil · h5 blanques alfil · c4 blanques peó · h4 negres cavall · b3 blanques peó · h3 blanques peó · d2 blanques dama · f2 blanques peó · h2 blanques rei · g1 blanques torre | c8 negres dama · a7 negres peó · b7 negres peó · c7 negres torre · g7 negres rei · d6 negres peó · a5 blanques peó · c5 negres peó · d5 blanques peó · e5 negres peó · g5 negres alfil · h5 blanques alfil · c4 blanques peó · h4 negres cavall · b3 blanques peó · h3 blanques peó · d2 blanques dama · f2 blanques peó · h2 blanques rei · g1 blanques torre | 8 |
| 7 | c8 negres dama · a7 negres peó · b7 negres peó · c7 negres torre · g7 negres rei · d6 negres peó · a5 blanques peó · c5 negres peó · d5 blanques peó · e5 negres peó · g5 negres alfil · h5 blanques alfil · c4 blanques peó · h4 negres cavall · b3 blanques peó · h3 blanques peó · d2 blanques dama · f2 blanques peó · h2 blanques rei · g1 blanques torre | c8 negres dama · a7 negres peó · b7 negres peó · c7 negres torre · g7 negres rei · d6 negres peó · a5 blanques peó · c5 negres peó · d5 blanques peó · e5 negres peó · g5 negres alfil · h5 blanques alfil · c4 blanques peó · h4 negres cavall · b3 blanques peó · h3 blanques peó · d2 blanques dama · f2 blanques peó · h2 blanques rei · g1 blanques torre | c8 negres dama · a7 negres peó · b7 negres peó · c7 negres torre · g7 negres rei · d6 negres peó · a5 blanques peó · c5 negres peó · d5 blanques peó · e5 negres peó · g5 negres alfil · h5 blanques alfil · c4 blanques peó · h4 negres cavall · b3 blanques peó · h3 blanques peó · d2 blanques dama · f2 blanques peó · h2 blanques rei · g1 blanques torre | c8 negres dama · a7 negres peó · b7 negres peó · c7 negres torre · g7 negres rei · d6 negres peó · a5 blanques peó · c5 negres peó · d5 blanques peó · e5 negres peó · g5 negres alfil · h5 blanques alfil · c4 blanques peó · h4 negres cavall · b3 blanques peó · h3 blanques peó · d2 blanques dama · f2 blanques peó · h2 blanques rei · g1 blanques torre | c8 negres dama · a7 negres peó · b7 negres peó · c7 negres torre · g7 negres rei · d6 negres peó · a5 blanques peó · c5 negres peó · d5 blanques peó · e5 negres peó · g5 negres alfil · h5 blanques alfil · c4 blanques peó · h4 negres cavall · b3 blanques peó · h3 blanques peó · d2 blanques dama · f2 blanques peó · h2 blanques rei · g1 blanques torre | c8 negres dama · a7 negres peó · b7 negres peó · c7 negres torre · g7 negres rei · d6 negres peó · a5 blanques peó · c5 negres peó · d5 blanques peó · e5 negres peó · g5 negres alfil · h5 blanques alfil · c4 blanques peó · h4 negres cavall · b3 blanques peó · h3 blanques peó · d2 blanques dama · f2 blanques peó · h2 blanques rei · g1 blanques torre | c8 negres dama · a7 negres peó · b7 negres peó · c7 negres torre · g7 negres rei · d6 negres peó · a5 blanques peó · c5 negres peó · d5 blanques peó · e5 negres peó · g5 negres alfil · h5 blanques alfil · c4 blanques peó · h4 negres cavall · b3 blanques peó · h3 blanques peó · d2 blanques dama · f2 blanques peó · h2 blanques rei · g1 blanques torre | c8 negres dama · a7 negres peó · b7 negres peó · c7 negres torre · g7 negres rei · d6 negres peó · a5 blanques peó · c5 negres peó · d5 blanques peó · e5 negres peó · g5 negres alfil · h5 blanques alfil · c4 blanques peó · h4 negres cavall · b3 blanques peó · h3 blanques peó · d2 blanques dama · f2 blanques peó · h2 blanques rei · g1 blanques torre | 7 |
| 6 | c8 negres dama · a7 negres peó · b7 negres peó · c7 negres torre · g7 negres rei · d6 negres peó · a5 blanques peó · c5 negres peó · d5 blanques peó · e5 negres peó · g5 negres alfil · h5 blanques alfil · c4 blanques peó · h4 negres cavall · b3 blanques peó · h3 blanques peó · d2 blanques dama · f2 blanques peó · h2 blanques rei · g1 blanques torre | c8 negres dama · a7 negres peó · b7 negres peó · c7 negres torre · g7 negres rei · d6 negres peó · a5 blanques peó · c5 negres peó · d5 blanques peó · e5 negres peó · g5 negres alfil · h5 blanques alfil · c4 blanques peó · h4 negres cavall · b3 blanques peó · h3 blanques peó · d2 blanques dama · f2 blanques peó · h2 blanques rei · g1 blanques torre | c8 negres dama · a7 negres peó · b7 negres peó · c7 negres torre · g7 negres rei · d6 negres peó · a5 blanques peó · c5 negres peó · d5 blanques peó · e5 negres peó · g5 negres alfil · h5 blanques alfil · c4 blanques peó · h4 negres cavall · b3 blanques peó · h3 blanques peó · d2 blanques dama · f2 blanques peó · h2 blanques rei · g1 blanques torre | c8 negres dama · a7 negres peó · b7 negres peó · c7 negres torre · g7 negres rei · d6 negres peó · a5 blanques peó · c5 negres peó · d5 blanques peó · e5 negres peó · g5 negres alfil · h5 blanques alfil · c4 blanques peó · h4 negres cavall · b3 blanques peó · h3 blanques peó · d2 blanques dama · f2 blanques peó · h2 blanques rei · g1 blanques torre | c8 negres dama · a7 negres peó · b7 negres peó · c7 negres torre · g7 negres rei · d6 negres peó · a5 blanques peó · c5 negres peó · d5 blanques peó · e5 negres peó · g5 negres alfil · h5 blanques alfil · c4 blanques peó · h4 negres cavall · b3 blanques peó · h3 blanques peó · d2 blanques dama · f2 blanques peó · h2 blanques rei · g1 blanques torre | c8 negres dama · a7 negres peó · b7 negres peó · c7 negres torre · g7 negres rei · d6 negres peó · a5 blanques peó · c5 negres peó · d5 blanques peó · e5 negres peó · g5 negres alfil · h5 blanques alfil · c4 blanques peó · h4 negres cavall · b3 blanques peó · h3 blanques peó · d2 blanques dama · f2 blanques peó · h2 blanques rei · g1 blanques torre | c8 negres dama · a7 negres peó · b7 negres peó · c7 negres torre · g7 negres rei · d6 negres peó · a5 blanques peó · c5 negres peó · d5 blanques peó · e5 negres peó · g5 negres alfil · h5 blanques alfil · c4 blanques peó · h4 negres cavall · b3 blanques peó · h3 blanques peó · d2 blanques dama · f2 blanques peó · h2 blanques rei · g1 blanques torre | c8 negres dama · a7 negres peó · b7 negres peó · c7 negres torre · g7 negres rei · d6 negres peó · a5 blanques peó · c5 negres peó · d5 blanques peó · e5 negres peó · g5 negres alfil · h5 blanques alfil · c4 blanques peó · h4 negres cavall · b3 blanques peó · h3 blanques peó · d2 blanques dama · f2 blanques peó · h2 blanques rei · g1 blanques torre | 6 |
| 5 | c8 negres dama · a7 negres peó · b7 negres peó · c7 negres torre · g7 negres rei · d6 negres peó · a5 blanques peó · c5 negres peó · d5 blanques peó · e5 negres peó · g5 negres alfil · h5 blanques alfil · c4 blanques peó · h4 negres cavall · b3 blanques peó · h3 blanques peó · d2 blanques dama · f2 blanques peó · h2 blanques rei · g1 blanques torre | c8 negres dama · a7 negres peó · b7 negres peó · c7 negres torre · g7 negres rei · d6 negres peó · a5 blanques peó · c5 negres peó · d5 blanques peó · e5 negres peó · g5 negres alfil · h5 blanques alfil · c4 blanques peó · h4 negres cavall · b3 blanques peó · h3 blanques peó · d2 blanques dama · f2 blanques peó · h2 blanques rei · g1 blanques torre | c8 negres dama · a7 negres peó · b7 negres peó · c7 negres torre · g7 negres rei · d6 negres peó · a5 blanques peó · c5 negres peó · d5 blanques peó · e5 negres peó · g5 negres alfil · h5 blanques alfil · c4 blanques peó · h4 negres cavall · b3 blanques peó · h3 blanques peó · d2 blanques dama · f2 blanques peó · h2 blanques rei · g1 blanques torre | c8 negres dama · a7 negres peó · b7 negres peó · c7 negres torre · g7 negres rei · d6 negres peó · a5 blanques peó · c5 negres peó · d5 blanques peó · e5 negres peó · g5 negres alfil · h5 blanques alfil · c4 blanques peó · h4 negres cavall · b3 blanques peó · h3 blanques peó · d2 blanques dama · f2 blanques peó · h2 blanques rei · g1 blanques torre | c8 negres dama · a7 negres peó · b7 negres peó · c7 negres torre · g7 negres rei · d6 negres peó · a5 blanques peó · c5 negres peó · d5 blanques peó · e5 negres peó · g5 negres alfil · h5 blanques alfil · c4 blanques peó · h4 negres cavall · b3 blanques peó · h3 blanques peó · d2 blanques dama · f2 blanques peó · h2 blanques rei · g1 blanques torre | c8 negres dama · a7 negres peó · b7 negres peó · c7 negres torre · g7 negres rei · d6 negres peó · a5 blanques peó · c5 negres peó · d5 blanques peó · e5 negres peó · g5 negres alfil · h5 blanques alfil · c4 blanques peó · h4 negres cavall · b3 blanques peó · h3 blanques peó · d2 blanques dama · f2 blanques peó · h2 blanques rei · g1 blanques torre | c8 negres dama · a7 negres peó · b7 negres peó · c7 negres torre · g7 negres rei · d6 negres peó · a5 blanques peó · c5 negres peó · d5 blanques peó · e5 negres peó · g5 negres alfil · h5 blanques alfil · c4 blanques peó · h4 negres cavall · b3 blanques peó · h3 blanques peó · d2 blanques dama · f2 blanques peó · h2 blanques rei · g1 blanques torre | c8 negres dama · a7 negres peó · b7 negres peó · c7 negres torre · g7 negres rei · d6 negres peó · a5 blanques peó · c5 negres peó · d5 blanques peó · e5 negres peó · g5 negres alfil · h5 blanques alfil · c4 blanques peó · h4 negres cavall · b3 blanques peó · h3 blanques peó · d2 blanques dama · f2 blanques peó · h2 blanques rei · g1 blanques torre | 5 |
| 4 | c8 negres dama · a7 negres peó · b7 negres peó · c7 negres torre · g7 negres rei · d6 negres peó · a5 blanques peó · c5 negres peó · d5 blanques peó · e5 negres peó · g5 negres alfil · h5 blanques alfil · c4 blanques peó · h4 negres cavall · b3 blanques peó · h3 blanques peó · d2 blanques dama · f2 blanques peó · h2 blanques rei · g1 blanques torre | c8 negres dama · a7 negres peó · b7 negres peó · c7 negres torre · g7 negres rei · d6 negres peó · a5 blanques peó · c5 negres peó · d5 blanques peó · e5 negres peó · g5 negres alfil · h5 blanques alfil · c4 blanques peó · h4 negres cavall · b3 blanques peó · h3 blanques peó · d2 blanques dama · f2 blanques peó · h2 blanques rei · g1 blanques torre | c8 negres dama · a7 negres peó · b7 negres peó · c7 negres torre · g7 negres rei · d6 negres peó · a5 blanques peó · c5 negres peó · d5 blanques peó · e5 negres peó · g5 negres alfil · h5 blanques alfil · c4 blanques peó · h4 negres cavall · b3 blanques peó · h3 blanques peó · d2 blanques dama · f2 blanques peó · h2 blanques rei · g1 blanques torre | c8 negres dama · a7 negres peó · b7 negres peó · c7 negres torre · g7 negres rei · d6 negres peó · a5 blanques peó · c5 negres peó · d5 blanques peó · e5 negres peó · g5 negres alfil · h5 blanques alfil · c4 blanques peó · h4 negres cavall · b3 blanques peó · h3 blanques peó · d2 blanques dama · f2 blanques peó · h2 blanques rei · g1 blanques torre | c8 negres dama · a7 negres peó · b7 negres peó · c7 negres torre · g7 negres rei · d6 negres peó · a5 blanques peó · c5 negres peó · d5 blanques peó · e5 negres peó · g5 negres alfil · h5 blanques alfil · c4 blanques peó · h4 negres cavall · b3 blanques peó · h3 blanques peó · d2 blanques dama · f2 blanques peó · h2 blanques rei · g1 blanques torre | c8 negres dama · a7 negres peó · b7 negres peó · c7 negres torre · g7 negres rei · d6 negres peó · a5 blanques peó · c5 negres peó · d5 blanques peó · e5 negres peó · g5 negres alfil · h5 blanques alfil · c4 blanques peó · h4 negres cavall · b3 blanques peó · h3 blanques peó · d2 blanques dama · f2 blanques peó · h2 blanques rei · g1 blanques torre | c8 negres dama · a7 negres peó · b7 negres peó · c7 negres torre · g7 negres rei · d6 negres peó · a5 blanques peó · c5 negres peó · d5 blanques peó · e5 negres peó · g5 negres alfil · h5 blanques alfil · c4 blanques peó · h4 negres cavall · b3 blanques peó · h3 blanques peó · d2 blanques dama · f2 blanques peó · h2 blanques rei · g1 blanques torre | c8 negres dama · a7 negres peó · b7 negres peó · c7 negres torre · g7 negres rei · d6 negres peó · a5 blanques peó · c5 negres peó · d5 blanques peó · e5 negres peó · g5 negres alfil · h5 blanques alfil · c4 blanques peó · h4 negres cavall · b3 blanques peó · h3 blanques peó · d2 blanques dama · f2 blanques peó · h2 blanques rei · g1 blanques torre | 4 |
| 3 | c8 negres dama · a7 negres peó · b7 negres peó · c7 negres torre · g7 negres rei · d6 negres peó · a5 blanques peó · c5 negres peó · d5 blanques peó · e5 negres peó · g5 negres alfil · h5 blanques alfil · c4 blanques peó · h4 negres cavall · b3 blanques peó · h3 blanques peó · d2 blanques dama · f2 blanques peó · h2 blanques rei · g1 blanques torre | c8 negres dama · a7 negres peó · b7 negres peó · c7 negres torre · g7 negres rei · d6 negres peó · a5 blanques peó · c5 negres peó · d5 blanques peó · e5 negres peó · g5 negres alfil · h5 blanques alfil · c4 blanques peó · h4 negres cavall · b3 blanques peó · h3 blanques peó · d2 blanques dama · f2 blanques peó · h2 blanques rei · g1 blanques torre | c8 negres dama · a7 negres peó · b7 negres peó · c7 negres torre · g7 negres rei · d6 negres peó · a5 blanques peó · c5 negres peó · d5 blanques peó · e5 negres peó · g5 negres alfil · h5 blanques alfil · c4 blanques peó · h4 negres cavall · b3 blanques peó · h3 blanques peó · d2 blanques dama · f2 blanques peó · h2 blanques rei · g1 blanques torre | c8 negres dama · a7 negres peó · b7 negres peó · c7 negres torre · g7 negres rei · d6 negres peó · a5 blanques peó · c5 negres peó · d5 blanques peó · e5 negres peó · g5 negres alfil · h5 blanques alfil · c4 blanques peó · h4 negres cavall · b3 blanques peó · h3 blanques peó · d2 blanques dama · f2 blanques peó · h2 blanques rei · g1 blanques torre | c8 negres dama · a7 negres peó · b7 negres peó · c7 negres torre · g7 negres rei · d6 negres peó · a5 blanques peó · c5 negres peó · d5 blanques peó · e5 negres peó · g5 negres alfil · h5 blanques alfil · c4 blanques peó · h4 negres cavall · b3 blanques peó · h3 blanques peó · d2 blanques dama · f2 blanques peó · h2 blanques rei · g1 blanques torre | c8 negres dama · a7 negres peó · b7 negres peó · c7 negres torre · g7 negres rei · d6 negres peó · a5 blanques peó · c5 negres peó · d5 blanques peó · e5 negres peó · g5 negres alfil · h5 blanques alfil · c4 blanques peó · h4 negres cavall · b3 blanques peó · h3 blanques peó · d2 blanques dama · f2 blanques peó · h2 blanques rei · g1 blanques torre | c8 negres dama · a7 negres peó · b7 negres peó · c7 negres torre · g7 negres rei · d6 negres peó · a5 blanques peó · c5 negres peó · d5 blanques peó · e5 negres peó · g5 negres alfil · h5 blanques alfil · c4 blanques peó · h4 negres cavall · b3 blanques peó · h3 blanques peó · d2 blanques dama · f2 blanques peó · h2 blanques rei · g1 blanques torre | c8 negres dama · a7 negres peó · b7 negres peó · c7 negres torre · g7 negres rei · d6 negres peó · a5 blanques peó · c5 negres peó · d5 blanques peó · e5 negres peó · g5 negres alfil · h5 blanques alfil · c4 blanques peó · h4 negres cavall · b3 blanques peó · h3 blanques peó · d2 blanques dama · f2 blanques peó · h2 blanques rei · g1 blanques torre | 3 |
| 2 | c8 negres dama · a7 negres peó · b7 negres peó · c7 negres torre · g7 negres rei · d6 negres peó · a5 blanques peó · c5 negres peó · d5 blanques peó · e5 negres peó · g5 negres alfil · h5 blanques alfil · c4 blanques peó · h4 negres cavall · b3 blanques peó · h3 blanques peó · d2 blanques dama · f2 blanques peó · h2 blanques rei · g1 blanques torre | c8 negres dama · a7 negres peó · b7 negres peó · c7 negres torre · g7 negres rei · d6 negres peó · a5 blanques peó · c5 negres peó · d5 blanques peó · e5 negres peó · g5 negres alfil · h5 blanques alfil · c4 blanques peó · h4 negres cavall · b3 blanques peó · h3 blanques peó · d2 blanques dama · f2 blanques peó · h2 blanques rei · g1 blanques torre | c8 negres dama · a7 negres peó · b7 negres peó · c7 negres torre · g7 negres rei · d6 negres peó · a5 blanques peó · c5 negres peó · d5 blanques peó · e5 negres peó · g5 negres alfil · h5 blanques alfil · c4 blanques peó · h4 negres cavall · b3 blanques peó · h3 blanques peó · d2 blanques dama · f2 blanques peó · h2 blanques rei · g1 blanques torre | c8 negres dama · a7 negres peó · b7 negres peó · c7 negres torre · g7 negres rei · d6 negres peó · a5 blanques peó · c5 negres peó · d5 blanques peó · e5 negres peó · g5 negres alfil · h5 blanques alfil · c4 blanques peó · h4 negres cavall · b3 blanques peó · h3 blanques peó · d2 blanques dama · f2 blanques peó · h2 blanques rei · g1 blanques torre | c8 negres dama · a7 negres peó · b7 negres peó · c7 negres torre · g7 negres rei · d6 negres peó · a5 blanques peó · c5 negres peó · d5 blanques peó · e5 negres peó · g5 negres alfil · h5 blanques alfil · c4 blanques peó · h4 negres cavall · b3 blanques peó · h3 blanques peó · d2 blanques dama · f2 blanques peó · h2 blanques rei · g1 blanques torre | c8 negres dama · a7 negres peó · b7 negres peó · c7 negres torre · g7 negres rei · d6 negres peó · a5 blanques peó · c5 negres peó · d5 blanques peó · e5 negres peó · g5 negres alfil · h5 blanques alfil · c4 blanques peó · h4 negres cavall · b3 blanques peó · h3 blanques peó · d2 blanques dama · f2 blanques peó · h2 blanques rei · g1 blanques torre | c8 negres dama · a7 negres peó · b7 negres peó · c7 negres torre · g7 negres rei · d6 negres peó · a5 blanques peó · c5 negres peó · d5 blanques peó · e5 negres peó · g5 negres alfil · h5 blanques alfil · c4 blanques peó · h4 negres cavall · b3 blanques peó · h3 blanques peó · d2 blanques dama · f2 blanques peó · h2 blanques rei · g1 blanques torre | c8 negres dama · a7 negres peó · b7 negres peó · c7 negres torre · g7 negres rei · d6 negres peó · a5 blanques peó · c5 negres peó · d5 blanques peó · e5 negres peó · g5 negres alfil · h5 blanques alfil · c4 blanques peó · h4 negres cavall · b3 blanques peó · h3 blanques peó · d2 blanques dama · f2 blanques peó · h2 blanques rei · g1 blanques torre | 2 |
| 1 | c8 negres dama · a7 negres peó · b7 negres peó · c7 negres torre · g7 negres rei · d6 negres peó · a5 blanques peó · c5 negres peó · d5 blanques peó · e5 negres peó · g5 negres alfil · h5 blanques alfil · c4 blanques peó · h4 negres cavall · b3 blanques peó · h3 blanques peó · d2 blanques dama · f2 blanques peó · h2 blanques rei · g1 blanques torre | c8 negres dama · a7 negres peó · b7 negres peó · c7 negres torre · g7 negres rei · d6 negres peó · a5 blanques peó · c5 negres peó · d5 blanques peó · e5 negres peó · g5 negres alfil · h5 blanques alfil · c4 blanques peó · h4 negres cavall · b3 blanques peó · h3 blanques peó · d2 blanques dama · f2 blanques peó · h2 blanques rei · g1 blanques torre | c8 negres dama · a7 negres peó · b7 negres peó · c7 negres torre · g7 negres rei · d6 negres peó · a5 blanques peó · c5 negres peó · d5 blanques peó · e5 negres peó · g5 negres alfil · h5 blanques alfil · c4 blanques peó · h4 negres cavall · b3 blanques peó · h3 blanques peó · d2 blanques dama · f2 blanques peó · h2 blanques rei · g1 blanques torre | c8 negres dama · a7 negres peó · b7 negres peó · c7 negres torre · g7 negres rei · d6 negres peó · a5 blanques peó · c5 negres peó · d5 blanques peó · e5 negres peó · g5 negres alfil · h5 blanques alfil · c4 blanques peó · h4 negres cavall · b3 blanques peó · h3 blanques peó · d2 blanques dama · f2 blanques peó · h2 blanques rei · g1 blanques torre | c8 negres dama · a7 negres peó · b7 negres peó · c7 negres torre · g7 negres rei · d6 negres peó · a5 blanques peó · c5 negres peó · d5 blanques peó · e5 negres peó · g5 negres alfil · h5 blanques alfil · c4 blanques peó · h4 negres cavall · b3 blanques peó · h3 blanques peó · d2 blanques dama · f2 blanques peó · h2 blanques rei · g1 blanques torre | c8 negres dama · a7 negres peó · b7 negres peó · c7 negres torre · g7 negres rei · d6 negres peó · a5 blanques peó · c5 negres peó · d5 blanques peó · e5 negres peó · g5 negres alfil · h5 blanques alfil · c4 blanques peó · h4 negres cavall · b3 blanques peó · h3 blanques peó · d2 blanques dama · f2 blanques peó · h2 blanques rei · g1 blanques torre | c8 negres dama · a7 negres peó · b7 negres peó · c7 negres torre · g7 negres rei · d6 negres peó · a5 blanques peó · c5 negres peó · d5 blanques peó · e5 negres peó · g5 negres alfil · h5 blanques alfil · c4 blanques peó · h4 negres cavall · b3 blanques peó · h3 blanques peó · d2 blanques dama · f2 blanques peó · h2 blanques rei · g1 blanques torre | c8 negres dama · a7 negres peó · b7 negres peó · c7 negres torre · g7 negres rei · d6 negres peó · a5 blanques peó · c5 negres peó · d5 blanques peó · e5 negres peó · g5 negres alfil · h5 blanques alfil · c4 blanques peó · h4 negres cavall · b3 blanques peó · h3 blanques peó · d2 blanques dama · f2 blanques peó · h2 blanques rei · g1 blanques torre | 1 |
|   | a | b | c | d | e | f | g | h |   |

El diagrama de la dreta mostra una sorprenent posició extreta d'una de les partides amistoses de Burn. A primer cop d'ull, la posició de les negres sembla perdedora: sembla que el seu alfil, atacat dos cops i clavat amb el rei, caurà, i que rebrà mat aviat. Burn però, va trobar la fantàstica 33...Dg4!!, que deixa la dama en prise respecte de tres diferents peces blanques. A despit d'això, si 34.Axg4 o hxg4, les negres guanyen amb 34...Axd2. Si 34.Dxg5+, 34...Dxg5 35.Txg5+ Rh6 i les negres guanyen una peça i la partida. MacDonald va triar 34.Txg4 Cf3+ 35.Rg2 Cxd2 36.Txg5+ Rh6 37.h4 Cxb3 38.Tf5 Cxa5 i Burn va guanyar en 11 jugades més.
El seu biògraf Richard Forster diu d'aquesta jugada que "sense cap dubte és la més extraordinària de la seva carrera." El periodista d'escacs Tim Krabbé considera 33...Dg4!! una de les deu jugades més fantàstiques mai fetes, destacant que és un exemple notable del tema Novotny en el joc pràctic.

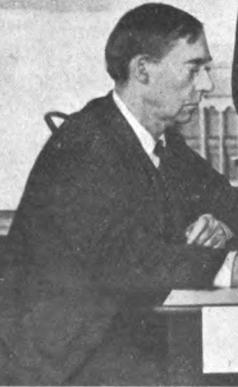
Amos Burn el 1909.

## Contribució a la teoria dels escacs
Burn ha donat el seu nom a una variant de la defensa francesa (1.e4 e6 2.d4 d5 3.Cc3 Cf6 4.Ag5 dxe4), una línia que havia estat prèviament jugada per Albert Clerc contra Adolf Anderssen a París el 1878. La seva primera partida coneguda amb aquesta variant fou contra Charles Locock a Bradford el 1888. No obstant això, Burn ser el primer a jugar la variant de manera regular, amb bons resultats, aconseguint nou victòries, cinc derrotes i un empat amb aquesta obertura.